# سیارک ۳۵۴۲
سیارک ۳۵۴۲ (به انگلیسی: 3542 Tanjiazhen، نامگذاری:1964TN2) سه هزار و پانصد و چهل و دومین سیارک کشف شده‌است که در ۹ اکتبر ۱۹۶۴ کشف شد.
قدر مطلق سیارک برابر ۱۱٫۷۰ است.